# Tiso Yupanqui

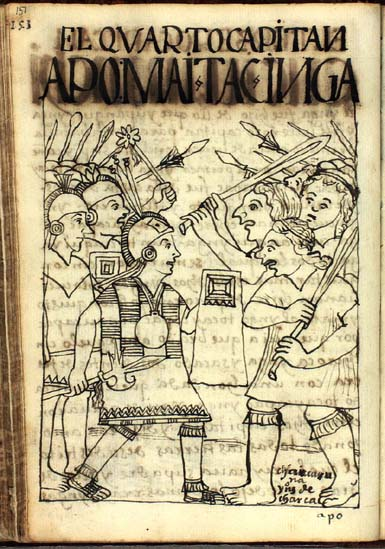
Guerras incas en los Charcas, donde Tiso Yupanqui sería el último combatiente contra los españoles.

Tiso Yupanqui o Tisoc Yupanqui fue un general inca, luchó a lado de Manco Inca y encabezó la resistencia contra la dominación española en el Altiplano.

## Gobernador del Cuzco
Llegó a Cajamarca poco tiempo después de la captura de Atahualpa, probablemente en los primeros meses de 1533, llevando oro y plata del Cuzco, para pagar el rescate que le habían exigido los españoles. Muerto Atahualpa, por orden de Pizarro, estuvo presente en la ceremonia en la que Túpac Hualpa tomó la borla del imperio, al parecer con Chalcuchima y otros señores.
Muerto Túpac Huallpa en Jauja y reconocido Manco Inca como sucesor de Huáscar, quedó como gobernador del Cuzco junto a Paullu Inca, mientras Manco y los españoles salían para acabar con Quizquiz. Posteriormente fue encumbrado a la condición de segunda persona del Inca.

## Rebelión de Manco Inca
Aunque su nombre no figura, debió participar en la lucha desde el inicio de la Guerra de Reconquista. En 1538 fue destacado por Manco a la gran región del Collasuyo, para unificar a los pueblos contra los invasores hispanos. Después de grandes esfuerzos consiguió ganar, a favor de la causa inca a siete de las grandes naciones del Collasuyo, y con el ejército formado con el apoyo de estas naciones salió contra los españoles para impedir que llegaran al valle de Cochabamba.

## En el Collasuyo
Tisu Yupanki destacado en esta región desde 1537, hasta el primer semestre de 1538 había conseguido con habilidad política el apoyo militar de siete de las más importantes provincias del Collasuyo. De los Charcas, Chuis, Quillacas, Carangas, Suras, Caracaras y Chichas,- que tenían la fama de guerreros belicosos- y que antes se había distinguido con Wayna Qapaq en la guerra contra los Pastos y después defendiendo lealmente a Waskar Inka en la batalla de Cotapampa en agosto de 1532.
Los planes de Tisu Yupanki para contener el avance de los españoles y de la gente de Paullu al valle de Charcas, sufrieron un duro revés. Por aquellos imponderables de la historia, en este tiempo Kari Apaza, Señor de los Lupacas y Kintiraura de los Pakajes se aliaron para luchar a la vez contra los incas y españoles, creyendo que podrían recuperar la libertad que antiguamente habían tenido sus pueblos. Como se verá después, esta inesperada actitud de los Lupacas y Pakajes comprometió definitivamente la suerte del Collasuyo, facilitando su posterior sometimiento a los españoles.
Según varias fuentes, los curacas de Hatun Callao antiguos rivales de estas provincias alegando que les hacían la guerra, pidieron ayuda militar a los españoles y a Paullu probablemente a fines del primer semestre de este año de 1538. En efecto, Hernando Pizarro y Paullu acudieron en su auxilio y con 5,000 hombres de esta provincia, marcharon contra los Lupakas y Pakajes que habían elegido a Kintiraura por su capitán general.
Según las versiones detalladas del anónimo de 1539 y de otras fuentes coetáneas, la batalla que se dio entre ambos ejércitos en el paso del río Desaguadero, fue recia y sangrienta. Por varios días se mantuvo indecisa, sin que los Hatun Collao y sus aliados pudieran cruzar los caudales de este río hasta que Paullu mandó hacer balsas con las maderas livianas que su padre había dejado en Zepita. Solamente con este ardid, los españoles pudieron pasar a su gente y caballería al otro lado del río, precipitando la derrota y prendimiento de Kintiraura.
Después de esta victoria los españoles y sus aliados se dirigieron al valle de Cochabamba (Cotabamba), clave estratégica para someter a las demás provincias del Collasuyo. Aunque Tisu Yupanki trató de contenerlos en Tapacari no pudo evitar que ocuparan este importante valle y reorganizado su ejército, marchó a Cochabamba y los cercó en el pueblo del mismo nombre, seguro de acabar con ellos. Aunque J. Hemming- apoyándose en Cieza de León- lo llama “Torinaseo”, creemos que se trata de una razonable confusión con el nombre o la persona del capitán Tisu Yupanki, porque entonces, nadie como él tenía más autoridad militar que el Collasuyo para dirigir la guerra contra los españoles y sus aliados. Más aún, si se acepta la versión del cronista Murúa (1962, p. 217) quien dice que Tisu Yupanki, la segunda persona del Inka fue el sitiador de Cochabamba.
Este famosos cerco, que pudo marcar el final de la audaz expedición española, terminó trágicamente contra los incas pues cuando ya celebraban sus victorias, diciendo a grandes voces “aguardad un poco cristianos que tardaron mucho tiempo que la cabeza de vuestro capitán Gonzalo Pizarro esté en nuestro poder e de su casco haremos un vaso con que todos los señores de esta provincia han de beber” (Cieza de león. Guerra de las salinas. Cap. LXXXIX ). Esta ilusión, se disipó dramáticamente y cambió el curso de los acontecimientos, cuando Paullu con audacia y temeridad increíble, rompió el vigoroso cerco inca del pueblo de Cochabamba y salvó a los españoles de una muerte segura. Tisu Yupanki lamentando la traición de Paullu tuvo que replegarse a Pocona, con la esperanza de reorganizar sus fuerzas para volver atacar en la primera oportunidad (Probanza de Paullu. CDIHCH, VI).
Aunque en este lugar el joven Inka trató de incrementar sus tropas y ordenó la muerte de un Chalco Yupanki gran colaborador de sus enemigos que en su tiempo de Wayna Qhapaq había sido gobernador del Collasuyo, no pudo resistir un nuevo ataque de Paullu y de los españoles. Sin otra alternativa, tuvo que retirarse a las lejanas tierras de los Huamahuacas para reestructurar un nuevo ejército. Su esfuerzo resultó imposible, porque sus aliados persuadidos por Paullu, hicieron la paz separadamente y depusieron las armas. Coysara, el gran señor de Charcas, Moroco de los Caracaras, con otros importantes señores, dejaron solo a Tisu Yupanki, que un tiempo después a instancias de Paullu, capituló honrosamente y regresó al Cusco con los Pizarro, el 18 o 20 de marzo de 1539, aunque según carta de Francisco Pizarro al emperador, habría llegado a esta ciudad en la primera quincena de febrero de este año(Cusco, 27. II. 1539)19.
Si bien fue derrotado en la batalla de Tapacari, reorganizando sus fuerzas cercó a los españoles y a las fuerzas de Paullu en el valle de Cochabamba. Lamentablemente, cuando tenía asegurada la victoria, en un acto de audacia, Paullu Inca y las pocas fuerzas españolas rompieron el cerco y vencieron una vez más a Tiso, a fines de 1538. Este trató de organizar nuevamente un ejército, pero su esfuerzo resultó inútil, pues varios señores que lo habían seguido prefirieron separadamente hacer la paz con los enemigos.

## Muerte
En los primeros meses de 1539, a instancias de Paullu, capituló honrosamente ante este, con el compromiso de los españoles de honrarlo y respetar su vida. Pero esta promesa no fue cumplida, y en la Semana Santa de 1540, según la denuncia del padre Luis de Morales, con engaños fue conducido al valle de Yucay, con el famoso Vila Oma y otros capitanes y allí, unos fueron ahogados y otros quemados vivos, sin ningún proceso ni causa, por orden de Francisco Pizarro, según se afirma, porque se negó a revelar la ubicación de los presuntos tesoros incas.